# آیا اوئتو
آیا اوئتو (انگلیسی: Aya Ueto؛ زادهٔ ۱۴ سپتامبر ۱۹۸۵) یک هنرپیشه، صدا پیشه، و خواننده اهل ژاپن است. وی از سال ۱۹۹۹ میلادی تاکنون مشغول فعالیت بوده‌است.
از فیلم‌ها یا برنامه‌های تلویزیونی که وی در آن نقش داشته است می‌توان به سامورایی آشپز اشاره کرد.